# Nostradamus
Michel de Nostredame (Saint-Rémy-de-Provence, 14 ou 21 de dezembro de 1503 – Salon-de-Provence, 1 ou 2 de julho de 1566), geralmente latinizado como Nostradamus ou aportuguesado como Nostradamo, foi um astrólogo, médico e vidente francês de renome, mais conhecido por seu livro Les Prophéties, uma coleção de 942 quadras poéticas supostamente prevendo eventos futuros. O livro foi publicado pela primeira vez em 1555 e raramente deixou de ser publicado desde a sua morte.
A família de Nostradamus era originalmente judia, mas havia se convertido ao catolicismo antes de ele nascer. Ele estudou na Universidade de Avignon, mas foi forçado a sair após pouco mais de um ano, quando a universidade foi fechada devido a um surto de peste. Ele trabalhou como farmacêutico por vários anos antes de entrar na Universidade de Montpellier, na esperança de obter um doutorado, mas foi quase imediatamente expulso depois que seu trabalho como farmacêutico (um comércio manual proibido pelos estatutos da universidade) foi descoberto.
Nostradamus se casou em 1531, mas sua esposa e dois filhos morreram em 1534 durante outro surto de peste. Ele lutou ao lado dos médicos contra a praga antes de se casar com Anne Ponsarde, com quem teve seis filhos. Ele escreveu um almanaque para 1550 e, como resultado de seu sucesso, continuou a escrevê-los nos próximos anos, quando começou a trabalhar como astrólogo para vários patronos ricos. Catarina de Médici tornou-se um dos seus principais apoiadores. Seus Les Prophéties, publicados em 1555, baseavam-se fortemente em precedentes históricos e literários e inicialmente receberam uma recepção mista. Ele sofria de gota severa no final de sua vida, que acabou evoluindo para edema. Ele morreu em 2 de julho de 1566. Muitos autores populares recontaram lendas apócrifas sobre sua vida.
Nos anos desde a publicação de suas Les Prophéties, Nostradamus atraiu muitos apoiadores, que, juntamente com grande parte da imprensa popular, o creditam por ter previsto com precisão muitos grandes eventos mundiais. A maioria das fontes acadêmicas rejeita a noção de que Nostradamus possuía habilidades proféticas sobrenaturais genuínas e sustenta que as associações feitas entre eventos mundiais e as quadras de Nostradamus são o resultado de más interpretações ou traduções incorretas (às vezes deliberadas). Esses acadêmicos argumentam que as previsões de Nostradamus são caracteristicamente vagas, o que significa que poderiam ser aplicadas a praticamente qualquer coisa e são inúteis para determinar se o autor tinha algum poder profético real. Eles também apontam que as traduções de suas quadras são quase sempre de qualidade extremamente baixa, baseadas em manuscritos posteriores.

## Vida

### Infância

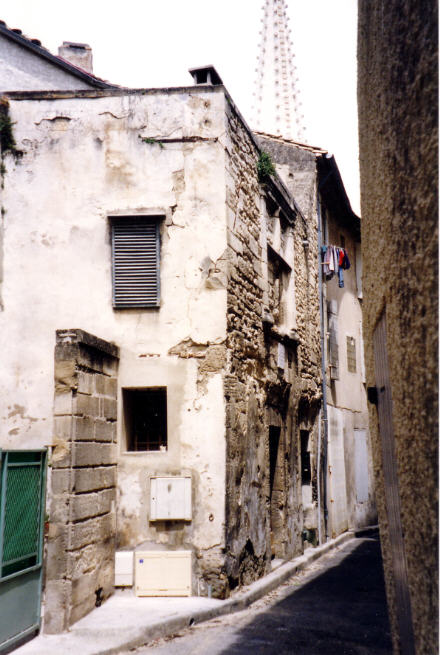
Local de nascimento reivindicado de Nostradamus antes de sua recente renovação, Saint-Rémy-de-Provence

Nostradamus nasceu em 14 ou 21 de dezembro de 1503 em Saint-Remy-de-Provence, Provença, França, onde seu local de nascimento ainda existe, e foi batizado Michel. Ele era um dos pelo menos nove filhos do notário Jaume (ou Jacques) de Nostredame e Reynière, neta de Pierre de Saint-Rémy que trabalhava como médico em Saint-Rémy. A família de Jaume era originalmente judia, mas seu pai, Cresquas, comerciante de grãos e dinheiro com sede em Avignon, se converteu ao catolicismo entre 1459 e 1460, adotando o nome cristão "Pierre" e o sobrenome "Nostredame" (Nossa Senhora), a santa em cujo dia sua conversão foi solenizada. O ancestral mais antigo que pode ser identificado no lado paterno é Astruge de Carcassonne, que morreu por volta de 1420. Os irmãos conhecidos de Michel incluíam Delphine, Jean (c. 1507-1577), Pierre, Hector, Louis, Bertrand, Jean II (nascido em 1522) e Antoine (nascido em 1523). Pouco se sabe sobre sua infância, embora exista uma tradição persistente de que ele foi educado por seu bisavô materno Jean de St. Rémy — uma tradição que é indeterminada pelo fato de que este último desaparece do registro histórico após 1504, quando a criança tinha apenas um ano de idade. 

### Anos de estudante

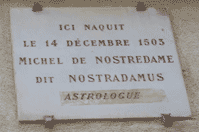
Placa municipal no suposto local de nascimento de Nostradamus em St-Rémy, França, descrevendo-o como 'astrólogo' nascido em 14 de dezembro de 1503 (calendário juliano)

Com 14 anos Nostradamus ingressou na Universidade de Avignon para estudar para seu bacharelado. Depois de pouco mais de um ano (quando ele estudou o trívio regular da gramática, retórica e lógica, em vez do quadrívio posterior de geometria, aritmética, música e astronomia/astrologia), ele foi forçado a deixar Avignon quando a universidade fechou sua portas durante um surto de peste. Depois de deixar Avignon, Nostradamus, por sua própria conta, viajou pelo interior por oito anos, a partir de 1521, pesquisando remédios à base de plantas. Em 1529, depois de alguns anos como farmacêutico, ingressou na Universidade de Montpellier para estudar para um doutorado em medicina. Ele foi expulso logo depois pelo procurador estudantil, Guillaume Rondelet, quando se descobriu que ele era boticário, um "comércio manual" expressamente proibido pelos estatutos da universidade e que caluniava médicos.
O documento de expulsão, BIU Montpellier, Register S 2, folha 87, ainda existe na biblioteca da faculdade. No entanto, alguns de seus editores e correspondentes o chamariam mais tarde de "doutor". Após sua expulsão, Nostradamus continuou trabalhando, presumivelmente ainda como farmacêutico, e ficou famoso por criar uma "pílula rosa" que supostamente protegia contra a praga.

### Casamento e curandeirismo

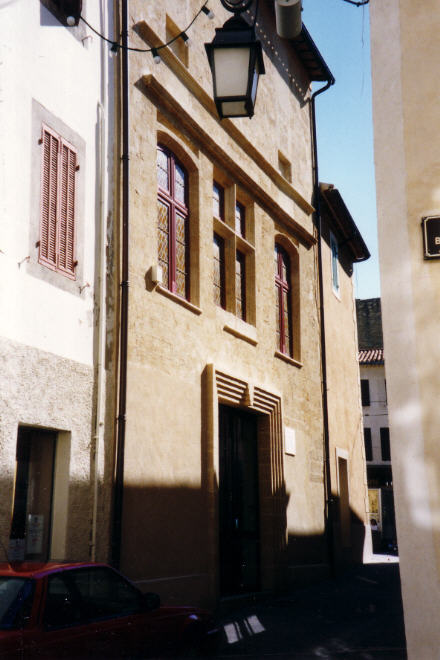
Casa de Nostradamus em Salon-de-Provence, reconstruída após o terremoto de Provence em 1909

Em 1531, Nostradamus foi convidado por Jules-César Scaliger, um dos principais estudiosos do Renascimento, para vir a Agen. Lá ele se casou com uma mulher de nome incerto (possivelmente Henriette d'Encausse), que lhe deu dois filhos. Em 1534, sua esposa e filhos morreram, presumivelmente da praga. Após a morte, ele continuou a viajar, passando pela França e possivelmente pela Itália.
Em seu retorno em 1545, ele ajudou o proeminente médico Louis Serre em sua luta contra um grande surto de peste em Marselha e depois enfrentou novos surtos de doenças por conta própria em Salon-de-Provence e na capital regional, Aix-en-Provence. Finalmente, em 1547, ele se estabeleceu em Salon-de-Provence, na casa que existe hoje, onde se casou com uma viúva rica chamada Anne Ponsarde, com quem teve seis filhos — três filhas e três filhos. Entre 1556 e 1567, ele e sua esposa adquiriram uma décima terceira parte de um enorme projeto de canal, organizado por Adam de Craponne, para criar o Canal de Craponne para irrigar Salon-de-Provence, em grande parte sem água, e a vizinha Désert de la Crau a partir do rio Durance.

### Ocultismo
Depois de outra visita à Itália, Nostradamus começou a se afastar da medicina e ir em direção ao "oculto", embora as evidências sugiram que ele permaneceu católico e se opôs à Reforma Protestante. Acredita-se que ele tinha interesse por horóscopos, necromancia, observação e encantos de boa sorte, como a vara de espinheiro. Seguindo as tendências populares, ele escreveu um almanaque para 1550, pela primeira vez em latim, imprimindo seu nome a Nostradamus. Ele ficou tão encorajado pelo sucesso do almanaque que decidiu escrever um ou mais anualmente. Em conjunto, eles são conhecidos por conter pelo menos 6 338 profecias, e também pelo menos onze calendários anuais, todos começando em 1º de janeiro e não, como às vezes é suposto, em março. Foi principalmente em resposta aos almanaques que a nobreza e outras pessoas importantes de longe logo começaram a pedir horóscopos e conselhos "psíquicos" dele, embora ele geralmente esperasse que seus clientes fornecessem os mapas de nascimento nos quais eles seriam baseados do que calculá-los como um astrólogo profissional teria feito. Quando obrigado a fazê-lo, com base nas tabelas publicadas do dia, frequentemente cometia erros e não ajustava os números para o local ou a hora de nascimento de seus clientes.
Ele então começou seu projeto de escrever um livro de mil quadras principalmente em francês, que constituem as profecias amplamente sem data pelas quais ele é mais famoso hoje. Sentindo-se vulnerável à oposição por motivos religiosos, ele desenvolveu um método para obscurecer seu significado usando sintaxe "virgilianizada", jogos de palavras e uma mistura de outras línguas, como grego, italiano, latim e provençal.

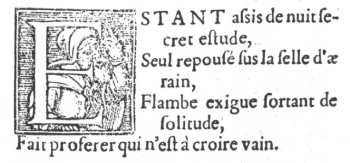
Século I, Quadra 1 na edição 1555 de Lyon Bonhomme

As quadras, publicadas em um livro intitulado Les Prophéties (As Profecias), receberam uma reação mista quando foram publicadas. Algumas pessoas pensavam que Nostradamus era um servo do mal, um golpista ou um louco, enquanto muitos da elite evidentemente pensavam o contrário. Catarina de Médici, esposa do rei Henrique II da França, foi uma das maiores admiradoras de Nostradamus. Depois de ler seus almanaques de 1555, que sugeriam ameaças não identificadas à família real, ela o convocou a Paris para explicá-las e elaborar horóscopos para seus filhos. Ele temia que fosse decapitado, mas na época de sua morte em 1566, a rainha Catarina o tornara conselheiro e médico em comum de seu filho, o jovem rei Carlos IX da França.
Alguns relatos da vida de Nostradamus afirmam que ele tinha medo de ser perseguido por heresia pela Inquisição, mas nem a profecia nem a astrologia se enquadravam nessa categoria e ele só estaria em perigo se tivesse praticado magia. Em 1538, ele entrou em conflito com a Igreja em Agen depois que um inquisidor visitou a área em busca de pontos de vista anticatólicos. Sua breve prisão em Marignane, no final de 1561, foi unicamente porque ele violou um recente decreto real ao publicar seu almanaque de 1562 sem a permissão prévia de um bispo.

### Anos finais e morte

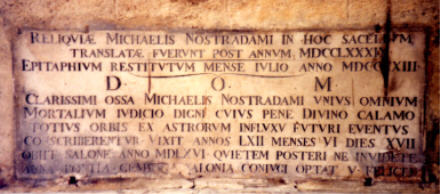
A tumba atual de Nostradamus na Collégiale Saint-Laurent, Salon, para a qual seus restos dispersos foram transferidos após 1789

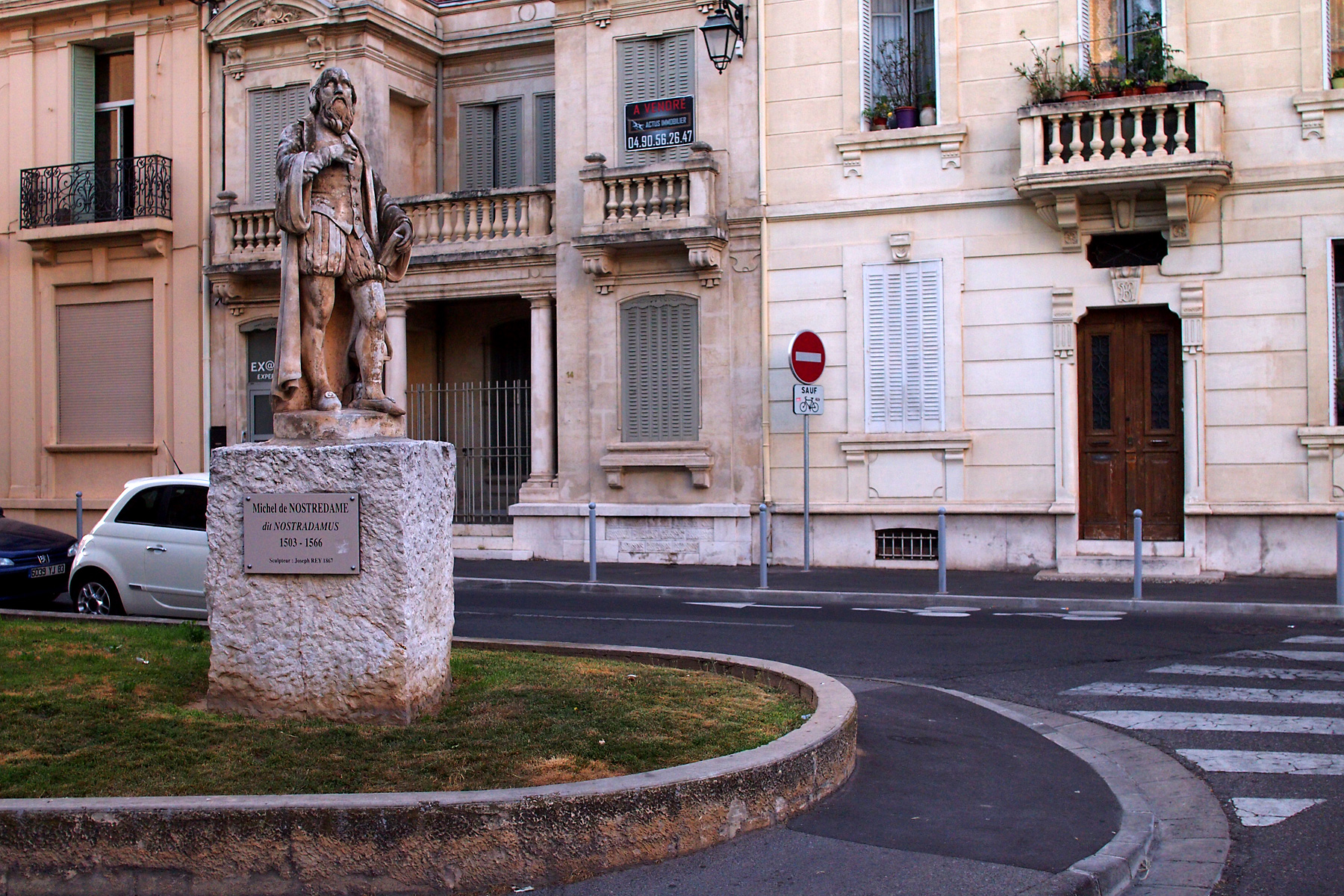
Estátua de Nostradamus em Salon-de-Provence

Em 1566, a gota de Nostradamus, que o atormentou dolorosamente por muitos anos e dificultou muito os seus movimentos, se transformou em um edema. No final de junho, ele convocou seu advogado para elaborar um extenso testamento que deixaria sua propriedade, além de 3 444 coroas (hoje cerca de 300 mil dólares), menos algumas dívidas, para sua esposa desde que não se casasse novamente, sendo também depositária da parte dos filhos até que eles completassem 25 anos de idade e a das filhas até elas casarem. Isto foi seguido por um codicilo muito mais curto. Na noite de 1º de julho, ele teria dito a seu secretário Jean de Chavigny: "Você não me encontrará vivo ao nascer do sol". Na manhã seguinte, ele foi encontrado morto, deitado no chão ao lado de sua cama e de um banco (Preságio 141 [originalmente 152] para novembro de 1567, conforme editada postumamente por Chavigny para se adequar ao que aconteceu). Foi enterrado na capela franciscana local em Salon (parte dela agora incorporada no restaurante La Brocherie), mas seus despojos foram reenterrados durante a Revolução Francesa na Collégiale Saint-Laurent, onde sua tumba permanece até hoje.

## Trabalho
Nas profecias, Nostradamus compilou sua coleção de grandes previsões de longo prazo. A primeira parcela foi publicada em 1555 e continha 353 quadras. A terceira edição, com trezentas novas quadras, foi impressa em 1558, mas agora sobrevive apenas como parte da edição que foi publicada após sua morte em 1568. Esta versão contém uma quadra não rimada e 941 rimadas, agrupadas em nove conjuntos de 100 e um de 42, denominados "Séculos". Dadas as práticas de impressão da época (que incluíam a definição da tipografia a partir do ditado), não há duas edições idênticas e é relativamente raro encontrar duas cópias exatamente iguais. Certamente, não há justificativa para supor — como pretendem os "decifradores de código" — que a grafia ou a pontuação de qualquer edição sejam originais de Nostradamus.

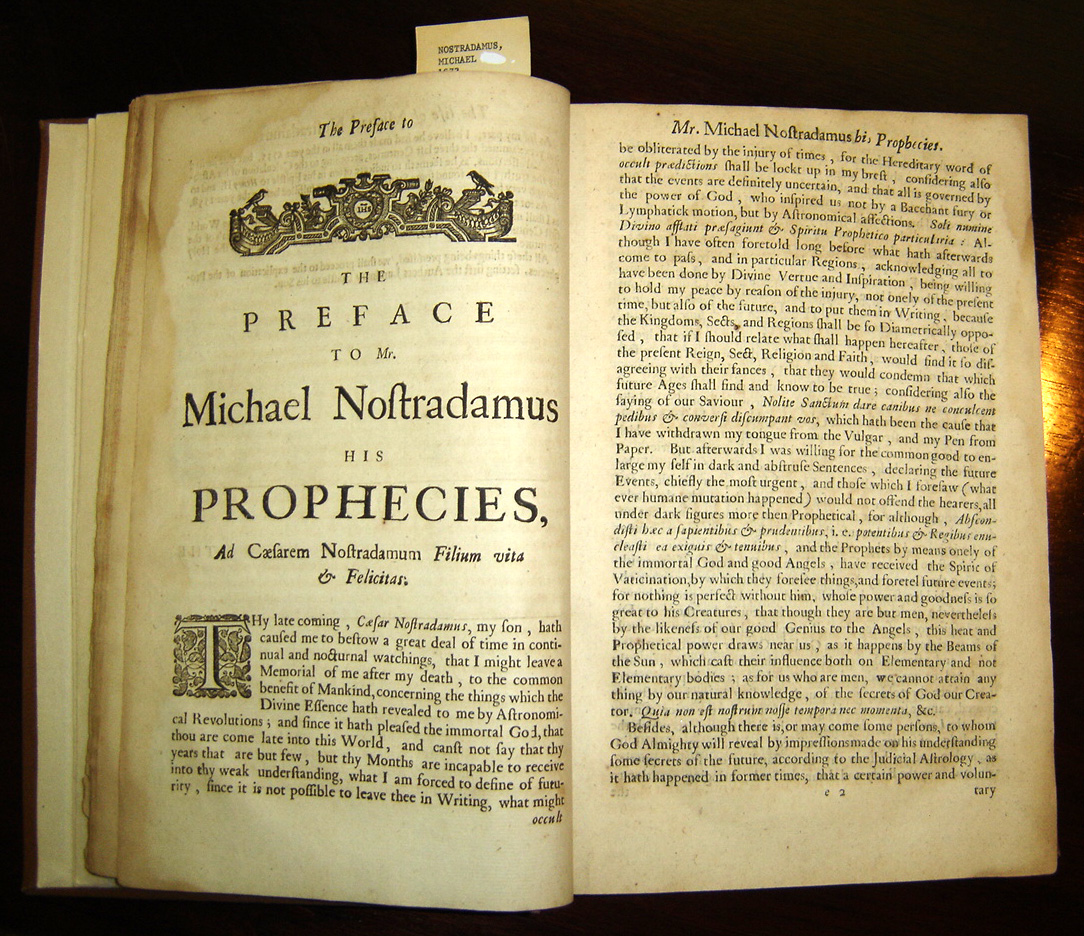
Cópia da tradução das Profecias, em inglês, de Garencières, em 1672, localizada na Biblioteca de História Médica PI Nixon do Centro de Ciências da Saúde da Universidade do Texas em San Antonio

Os Almanaques, de longe a mais popular de suas obras, eram publicados anualmente de 1550 até sua morte. Ele costumava publicar dois ou três em um ano, intitulado Almanachs (previsões detalhadas), Prognósticos ou Presages (previsões mais generalizadas).
Nostradamus não era apenas um adivinho, mas um curandeiro profissional. Sabe-se que ele escreveu pelo menos dois livros sobre ciências médicas. Uma era uma tradução extremamente livre (ou melhor, uma paráfrase) de O Protréptico de Galeno (Paraphrase de C. GALIEN, sus l'Exhortation de Menodote aux estudes des bonnes Artz, mesmement Medicine), e em seu chamado Traité des fardemens (basicamente um livro de receitas médicas contendo, mais uma vez, materiais emprestados principalmente de outros autores), ele incluiu uma descrição dos métodos usados para tratar a praga, incluindo derramamento de sangue, nenhum dos quais aparentemente funcionava.
Um manuscrito normalmente conhecido como Orus Apollo também existe na biblioteca municipal de Lyon, onde mais de 2 000 documentos originais relacionados a Nostradamus são armazenados sob a égide de Michel Chomarat. É uma suposta tradução de uma obra grega antiga sobre hieróglifos egípcios, baseada em versões latinas posteriores, todas elas infelizmente ignorantes dos verdadeiros significados da escrita egípcia antiga, que não foi decifrada corretamente até Champollion no século XIX.
Desde sua morte, apenas as Profecias continuaram a ser populares, e elas têm sido extraordinariamente populares. Mais de duzentas edições apareceram nesse período, juntamente com mais de 2 000 comentários. Sua persistência na cultura popular parece ser devida em parte porque sua imprecisão e ausência de datas facilitam citá-las seletivamente após cada grande evento dramático e, retrospectivamente, reivindicá-las como "presságios".

## Origens dasProfecias

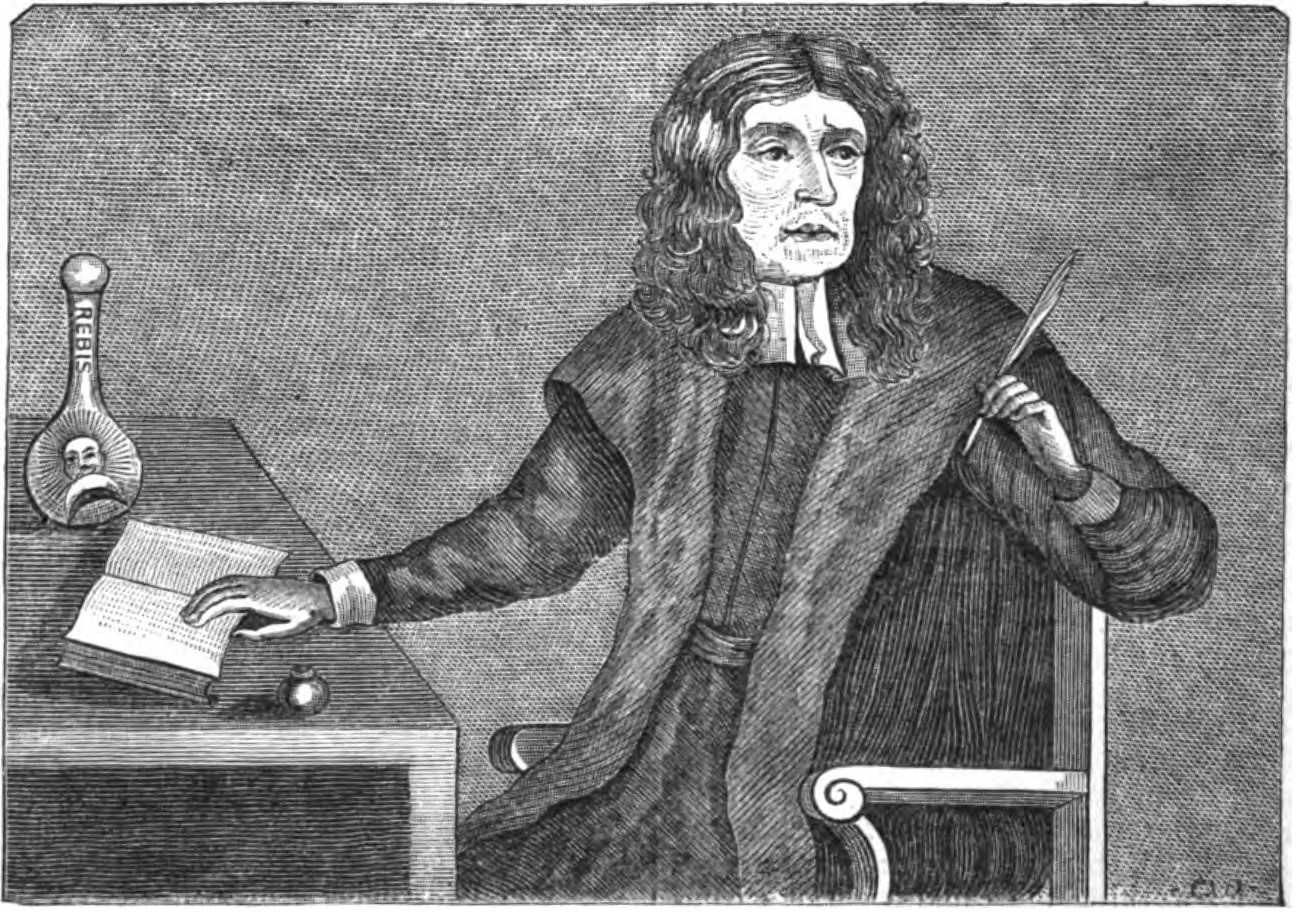
Theophilus de Garencières, o primeiro tradutor inglês das Profecias

Nostradamus alegou basear suas previsões publicadas na astrologia judicial — o "julgamento" astrológico, ou avaliação, da "qualidade" (e, portanto, potencial) de eventos como nascimentos, casamentos, coroações etc. -, mas foi muito criticado por astrólogos profissionais da época, como Laurens Videl, por incompetência e por supor que a "horoscopia comparada" (a comparação de configurações planetárias futuras com aquelas que acompanham eventos passados conhecidos) poderia realmente prever o que aconteceria no futuro.
A pesquisa sugere que grande parte de seu trabalho profético parafraseia coleções de antigas profecias do fim do mundo (principalmente baseadas na Bíblia), complementadas com referências a eventos históricos e antologias de relatórios de presságio, e depois as projeta para o futuro em parte com o auxílio da horoscopia comparada. Daí as muitas previsões envolvendo figuras antigas como Sula, Caio Mário, Nero e outros, bem como suas descrições de "batalhas nas nuvens" e "sapos caindo do céu". 
Uma de suas principais fontes proféticas foi evidentemente o Mirabilis Liber de 1522, que continha uma série de profecias de Pseudo-Metódio, Sibila Tiburtina, Joachim de Fiore, Savonarola e outros (seu Prefácio contém 24 citações bíblicas, todas exceto duas na ordem usada por Savonarola). Este livro teve um sucesso considerável na década de 1520, quando passou por meia dúzia de edições, mas não sustentou sua influência, talvez devido ao seu texto principalmente em latim, seus tipos góticos e muitas abreviações difíceis. Nostradamus foi um dos primeiros a parafrasear essas profecias em francês, o que pode explicar por quê elas são creditadas a ele. As visões modernas de plágio não se aplicavam no século XVI; os autores frequentemente copiavam e parafraseavam passagens sem reconhecimento, principalmente dos clássicos. As pesquisas mais recentes sugerem que ele pode, de fato, ter usado a bibliomancia para isso — selecionando aleatoriamente um livro de história ou profecia e seguindo a sugestão de qualquer página em que o livro se abrisse.

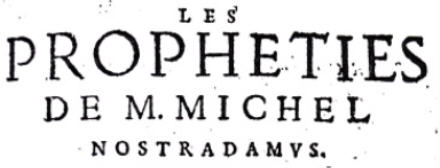
Detalhe da página frontal da edição original de 1555 (Albi) de Les Prophéties de Nostradamus

Outro material foi recolhido da De honesta disciplina de 1504 por Petrus Crinitus, que incluía trechos de De daemonibus, de Michael Psellos, e De De Mysteriis Aegyptiorum (Sobre os mistérios do Egito), um livro sobre magia caldeia e assíria de Jâmblico, um neoplatônico do século IV.
Somente no século XVII as pessoas começaram a notar sua dependência de fontes anteriores, principalmente clássicas. A confiança de Nostradamus no precedente histórico se reflete no fato de que ele rejeitou explicitamente o rótulo de "profeta" (isto é, uma pessoa que possui poderes proféticos próprios) em várias ocasiões: Dada essa dependência de fontes literárias, é improvável que Nostradamus usasse métodos específicos para entrar em um estado de transe, além de contemplação, meditação e incubação. Sua única descrição desse processo está contida na carta 41 de sua correspondência latina coletada.

## Interpretações

### Conteúdo das quadras
A maioria das quadras lida com desastres, como pragas, terremotos, guerras, inundações, invasões, assassinatos, secas e batalhas — todos sem data e baseados em prenúncios do Mirabilis Liber. Algumas quadras cobrem esses desastres em termos gerais; outras dizem respeito a uma única pessoa ou a um pequeno grupo de pessoas. Algumas cobrem uma única cidade, outras várias cidades em vários países. Um tema principal e subjacente é uma invasão iminente da Europa pelas forças muçulmanas do leste e do sul, liderada pelo esperado Anticristo, refletindo diretamente as invasões otomanas então vigentes e as equivalentes sarracenas anteriores, bem como as expectativas anteriores dos Mirabilis Liber. Tudo isso é apresentado no contexto do supostamente iminente fim do mundo — mesmo que isso não seja de fato mencionado — uma convicção que provocou inúmeras coleções de profecias da época, incluindo uma publicação não publicada da coleção por Cristóvão Colombo. Opiniões sobre Nostradamus variaram amplamente ao longo da história. Visões acadêmicas como as de Jacques Halbronn consideram as Profecias de Nostradamus como falsificações anteriores escritas por mãos posteriores com viés político.

### Reivindicações populares
Muitos dos apoiadores de Nostradamus acreditam que suas profecias são genuínas. Devido à natureza subjetiva dessas interpretações, no entanto, não há duas delas que concordem completamente com o que Nostradamus previu, seja para o passado ou para o futuro. Muitos apoiadores, no entanto, concordam, por exemplo, que ele previu o Grande Incêndio de Londres, a Revolução Francesa e a ascensão  de Napoleão e Adolf Hitler, as guerras mundiais e a destruição nuclear de Hiroshima e Nagasaki. Autores populares frequentemente afirmam que ele previu qualquer acontecimento importante ocorrido no momento da publicação de cada livro, como o pouso na Lua pela missão Apollo em 1969, o desastre do Ônibus Espacial Challenger em 1986, a morte de Diana, princesa de Gales em 1997 e os ataques de 11 de setembro ao World Trade Center em 2001. Esse aspecto de 'profecia móvel' parece ser característico do gênero.
Possivelmente, o primeiro desses livros a se popularizar foi The Complete Prophecies of Nostradamus, de Henry C. Roberts, de 1947, reimpresso pelo menos sete vezes durante os quarenta anos seguintes, que continham transcrições e traduções, com breves comentários. Isto foi seguido em 1961 pelo Nostradamus and His Prophecies de Edgar Leoni (reimpresso em 1982). Depois veio The Profecies of Nostradamus, de Erika Cheetham, incorporando uma reimpressão da edição póstuma de 1568, que foi reimpressa, revisada e republicada várias vezes a partir de 1973, posteriormente como The Final Prophecies of Nostradamus. Isso serviu de base para o documentário The Man Who Saw Tomorrow e ambos mencionaram possíveis ataques generalizados futuros em Nova York (via armas nucleares), embora não especificamente no World Trade Center ou em qualquer data específica.
Uma tradução em duas partes de Nostradamus: historien et prophète, de Jean-Charles de Fontbrune, foi publicada em 1980, e John Hogue publicou vários livros sobre Nostradamus desde 1987, incluindo Nostradamus and the Millennium: Predictions of the Future, Nostradamus: The Complete Prophecies (1999) e Nostradamus: A Life and Myth (2003). Em 1992, um comentarista que afirmou poder entrar em contato com Nostradamus sob hipnose até o fez "interpretar" seu próprio versículo X.6 (uma previsão específica sobre inundações no sul da França, na cidade de Nîmes, e pessoas que se refugiam em seu coliseu, um anfiteatro romano agora conhecido como Arènes) como uma previsão de um ataque sem data ao Pentágono, apesar da clara declaração do vidente histórico em sua carta dedicada ao rei Henrique II de que suas profecias eram sobre a Europa, o norte da África e parte da Ásia Menor.
Com exceção de Roberts, esses livros e seus muitos imitadores populares eram quase unânimes não apenas sobre os poderes proféticos de Nostradamus, mas também na invenção de aspectos intrigantes de sua suposta biografia, como de que ele era um descendente da tribo israelita de Issacar; de que ele fora educado por seus avós, de que eles haviam sido médicos na corte do Renato I de Provença; que ele frequentara a Universidade Montpellier em 1525 para obter seu primeiro diploma; que depois de voltar para lá em 1529, ele havia conseguido seu doutorado médico; que ele passou a palestrar na Faculdade de Medicina de lá, até que seus pontos de vista se tornaram impopulares demais; que ele apoiara a visão heliocêntrica do universo; que ele viajara para a Holanda dos Habsburgo, onde havia composto profecias na abadia de Orval; que durante suas viagens ele havia realizado uma variedade de prodígios, incluindo a identificação do futuro papa, Sisto V, que era então apenas um monge do seminário. Nostradamus também é creditado por ter curado com sucesso a praga em Aix-en-Provence e em outros lugares; por se dedicar a perscrutar usando um espelho mágico ou uma tigela de água; por, após publicar a primeira parte de suas Profecias, ter sido convocado pela rainha Catarina de Médici a Paris em 1556 para discutir sua profecia na quadra I.35 de que seu marido, o rei Henrique II, seria morto em um duelo; que ele examinara as crianças reais em Blois; que ele havia deixado para o filho um "livro perdido" de suas próprias pinturas proféticas; que ele foi enterrado em pé; e, quando desenterrado na Revolução Francesa, que ele estava usando um medalhão com a data exata de sua exumação. Isso foi registrado pela primeira vez por Samuel Pepys em 1667, muito antes da Revolução Francesa. Pepys registra em seu célebre diário uma lenda que, antes de sua morte, Nostradamus fez os habitantes da cidade jurarem que seu túmulo nunca seria perturbado; mas, 60 anos depois, seu corpo foi exumado, após o que uma placa de bronze foi encontrada no peito, indicando corretamente a data e a hora em que seu túmulo seria aberto e xingando os exumadores.
Em 2000, Li Hongzhi afirmou que a profecia de 1999 em X.72 era uma previsão da perseguição chinesa ao Falun Gong que começou em julho de 1999, levando a um aumento do interesse em Nostradamus entre os membros do Falun Gong.

### Refutação acadêmica
A partir da década de 1980, no entanto, uma reação acadêmica ocorreu, especialmente na França. A publicação em 1983 da correspondência privada de Nostradamus e, durante os anos seguintes, das edições originais de 1555 e de 1557, descobertas por Chomarat e Benazra, juntamente com a descoberta de muitos materiais originais de arquivo revelaram que muito do que fora reivindicado sobre Nostradamus não se encaixava nos fatos documentados. Os acadêmicos revelaram que nenhuma das reivindicações listadas era apoiada por qualquer evidência documental contemporânea conhecida. A maioria delas evidentemente se baseava em rumores, transmitidos como fatos por comentaristas posteriores, como Jaubert (1656), Guynaud (1693) e Bareste (1840), em entendimentos incorretos dos textos franceses do século XVI ou por pura invenção. Mesmo a sugestão muitas vezes avançada de que a quadra I.35 havia profetizado com sucesso a morte do rei Henrique II não apareceu impressa pela primeira vez até 1614, 55 anos após o evento.
Céticos como James Randi sugerem que sua reputação como profeta é amplamente fabricada por apoiadores modernos que adaptam suas palavras a eventos que já ocorreram ou são tão iminentes a ponto de serem inevitáveis, um processo às vezes conhecido como "clarividência retroativa" (pós-dicção). Sabe-se que nenhuma quadra de Nostradamus foi interpretada como a previsão de um evento específico antes que ocorresse, exceto em termos vagos e gerais que poderiam se aplicar igualmente a qualquer número de outros eventos. Isso também se aplica a quadras que contêm datas específicas, como III.77, que prevê "em 1727, em outubro, o rei da Pérsia será capturado pelos do Egito" — uma profecia que, como sempre, foi interpretado retrospectivamente à luz de eventos posteriores, neste caso, como se pressagiasse o tratado de paz conhecido entre o Império Otomano e a Pérsia daquele ano; o Egito também era um importante território otomano nessa época. Da mesma forma, a notória profecia "1999" de Nostradamus em X.72 não descreve nenhum evento que os comentaristas tenham conseguido identificar antes ou depois, exceto forçando as palavras para se adequar a qualquer um dos muitos acontecimentos contraditórios que eles reivindicam como "previsões". Além disso, nenhuma quadra sugere, como costuma ser reivindicado por livros e filmes sobre a suposta Profecia Maia, que o mundo terminaria em dezembro de 2012. Em seu prefácio às Profecias, o próprio Nostradamus afirmou que suas profecias se estendem 'a partir de agora até o ano de 3797' — uma data extraordinária que, dado que o prefácio foi escrito em 1555, pode ter mais que pouco a ver com o fato de 2242 (3797-1555) ter sido recentemente proposto por sua maior fonte astrológica, Richard Roussat, como uma data possível para o fim do mundo.
Além disso, os estudiosos apontaram que quase todas as traduções das quadras de Nostradamus são de qualidade extremamente baixa, parecem exibir pouco ou nenhum conhecimento do francês do século XVI, são tendenciosas e, às vezes, são intencionalmente alteradas para ajustá-las aos eventos que tradutor acreditava que eles deveriam se referir (ou vice-versa). Nenhuma delas se baseava nas edições originais: Roberts baseara seus escritos nos de 1672, Cheetham e Hogue na edição póstuma de 1568. Até Leoni reconheceu na página 115 que nunca tinha visto uma edição original e, nas páginas anteriores, disse que grande parte de seu material biográfico não tinha fontes.
Nenhuma dessas pesquisas e críticas foi originalmente conhecida pela maioria dos comentaristas, pelas datas em que estavam escrevendo e, até certo ponto, pelo idioma em que foram escritas. Hogue estava em posição de tirar vantagem disso, mas somente em 2003 ele aceitou que parte de seu material biográfico anterior era apócrifo. Enquanto isso, algumas das fontes mais recentes listadas (Lemesurier, Gruber, Wilson) têm sido particularmente contundentes sobre as tentativas posteriores de alguns autores menos conhecidos e entusiastas da Internet de extrair supostos significados ocultos dos textos de Nostradamus, seja com a ajuda de anagramas, códigos numéricos, gráficos ou outros.

## Na cultura popular
As profecias recontadas e ampliadas por Nostradamus figuravam amplamente na cultura popular nos séculos XX e XXI. Além de ser o tema de centenas de livros (ficção e não-ficção), a vida de Nostradamus foi retratada em vários filmes e vídeos continuam sendo um assunto de interesse da mídia.
Também houve várias fraudes bem conhecidas na Internet, onde quadras no estilo de Nostradamus foram circuladas por e-mail como se fossem reais. Os exemplos mais conhecidos dizem respeito ao colapso do World Trade Center nos ataques de 11 de setembro.
Com a chegada do ano de 2012, as profecias de Nostradamus começaram a ser cooptadas (especialmente pelo History Channel) como evidência sugerindo que o fim do mundo era iminente, apesar do fato de seu livro nunca mencionar o fim do mundo, e muito menos o ano de 2012.